# Гао Хайцзюнь
Га́о Хайцзю́нь (кит. упр. 高海军, пиньинь Gāo Hǎijūn; род. 1963) — китайский фигурист и тренер.
Встал на коньки и стал заниматься фигурным катанием в возрасте десяти лет. Выступал в одиночном катании, в 1975 году завоевал золотую медаль на внутрикитайских Гран-при.
В 1991 году, после завершения соревновательной карьеры, начал тренерскую деятельность. В дальнейшем вошёл в тренерский состав китайской сборной в одиночных дисциплинах. Под его руководством проходили подготовку Ли Чэнцзян и Ли Цзыцзюнь, становившиеся победителями и призёрами национальных и международных турниров.
Ли Цзыцзюнь отмечала, что у Гао Хайцзюня отличное чувство юмора, он уделяет большое внимание тренировочной среде, оживляя её постоянно поддерживает мотивацию и хорошее психологическое состояние спортсменов.
Гао работал в клубе фигурного катания «Beijing Century Star». Там одной из его учениц была одиночница Ван Сюэхань, которая впоследствии перешла в парное катание, завоевав титул чемпионки Китая, а также становилась призёром на этапах Гран-при.